# Poem (from a lost world)
Poem (From a lost world) is een compositie van Johan Kvandal. Het is origineel een werkje voor viool begeleid door piano of orgel. Die versie kreeg dan ook opus 66.a mee. Al vrij snel verscheen een tweede versie voor viool begeleid door strijkorkest, opus 66.b. Het origineel werd voor het eerst uitgevoerd door Ivan Hauge (v) begeleid door Daniel Strøm (orgel) in de geluidsstudio van de NRK, de Noorse omroep.
De versie 66.a is commercieel verkrijgbaar via het platenlabel Aurora in een opname van Frantisek Veselka (viool) en Milena Dratvová (piano). Van de versie 66.b is geen commerciële opname beschikbaar in 2013.